# غاريث هوسكينز
غاريث هوسكينز (بالإنجليزية: Gareth Hoskins)‏ هو مهندس معماري بريطاني، ولد في 15 أبريل 1967 في إدنبرة في المملكة المتحدة، وتوفي في 9 يناير 2016 في Royal Infirmary of Edinburgh ‏ في المملكة المتحدة.

## وصلات خارجية
- الموقع الرسمي